# Tenkrát na planetě
Tenkrát na planetě je devátá epizoda první řady animovaného seriálu Star Trek. Premiéra epizody v USA proběhla 3. listopadu 1973, v České republice 28. prosince 1997.

## Příběh
Píše se hvězdné datum 5591.2. Posádka USS Enterprise plánuje začít svou dovolenou na tzv. odpočinkové planetě v systému Omicron Delta. Zdejší planetární počítač zajišťuje ideální dovolenou podle myšlenek účastníků a vytváří robotické postavy pod povrchem planety pro splnění snů všech na povrchu. Kapitán Kirk s posádkou tuto planetu objevili již dříve (události epizody Dovolená).
Po krátkém pobytu na povrchu je ale Dr. McCoy napaden Srdcovou královnou z povídky Alenka v říši divů, ačkoliv jej tato myšlenka vůbec nenapadla. Na poslední moment je transportován na Enterprise. Ovšem ve stejný moment je zajata poručík Uhura. Zatímco se Kirk, Spock a McCoy snaží přijít na možnost poruchy celého systému, který by neměl vůbec ohrozit návštěvníky planety, Uhuru vyslýchá planetární počítač, který se domnívá, že Enterprise je skutečným vlastníkem všech jejích pasažérů. Planetární počítač po smrti svého udržujícího správce došel k závěru, že je čas změny ze systému, kdy on slouží návštěvníkům, a protože je vybaven modulem duplikátoru myšlenek, stává se z něj nebezpečná věc schopná předvídat další tah svého nepřítele.
Spock, Kirk, McCoy a pan Sulu se vydali hledat Uhuru, ale byli počítačem uvězněni v jeskyni, když nechal před jeskyní zhmotnit obrovskou kočku. Mezitím vliv planety roste a začíná dosahovat až na Enterprise, kde se jí snaží vzdorovat pan Scott s Arexem a M'Ress.
Výsadek dostal nápad, jak se dostat do nitra planety. Nechají Spocka omráčit a vedlejší systém zajišťující běžně bezpečí návštěvníků planety jej vezme do vnitřního komplexu. Ještě než zdravotnický robot odveze Spocka, daří se proniknout dovnitř i Kirkovi, ale McCoy a Sulu zůstali na povrchu. Když se kapitán s prvním důstojníkem dostávají k hlavnímu počítači, ten jim vysvětluje, že chce použít jejich loď, aby se od planety osvobodil. Ovšem oba dva s Uhurou jej přesvědčují, že po smrti správce by měl naopak rozvíjet své schopnosti tvořit svět podle lidské mysli.
Počítač nakonec obnovuje všechny funkce a kapitán dává svolení k opuštění lodi i ostatním členům posádky. Pan Spock ještě ukazuje na hlavní monitor místnosti, na němž je vidět Sulu s McCoyem, kterak zrovna mají piknik s dvouhlavým drakem, bílým králíkem a Alenkou ze známé pohádky.